# Weston McKennie
Weston James Earl McKennie (Little Elm, 28. kolovoza 1998.) američki je nogometaš koji igra na poziciji veznog igrača. Trenutačno igra za Juventus.

## Klupska karijera

### Schalke 04
U kolovozu 2016. godine pridružio se njemačkom Schalkeu. Nakon godinu dana provedenih u mlađim uzrastima, u svibnju 2017. godine promoviran je u prvi sastav. Prvi nastup za Schalke upisao je već 20. svibnja u remiju protiv Ingolstadta. Za Schalke je u svim natjecanjima upisao 91 nastup i u njima postigao pet pogodaka.

### Juventus
Dana 29. kolovoza 2020. godine, stigao je na jednogodišnju posudbu u talijanskog velikana Juventus iz Torina. Juventus je za njegovu posudbu Schalkeu isplatio 4,5 milijuna eura. McKennie je tako postao prvi američki nogometaš koji je zaigrao u Juventusu. Zadužio je opremu s brojem 14, broj koji je prije njega nosio Blaise Matuidi. McKennie je za Juventus debitirao 20. rujna 2020. godine, u ligaškoj pobjedi (3:0) nad Sampdorijom. Dana 1. studenoga 2020. godine, McKennie je postigao prvi pogodak za Juventus u visokoj (4:1) pobjedi protiv Spezije.
Dana 3. ožujka 2021. godine, Juventus je iskoristio opciju otkupa ugovora i potpisao s McKennie-om četverogodišnji ugovor. Cijena transfera je iznosila 18,5 milijuna eura + 7 milijuna kroz određene bonuse.

## Reprezentativna karijera
McKennie je nastupao za mlađe uzraste SAD-a. Svoj prvi poziv u seniorsku reprezentaciju dobio je za prijateljsku utakmicu protiv Portugala, koja se igrala 14. studenoga 2017. godine. Na toj utakmici je debitirao i odmah upisao svoj prvi pogodak za seniorsku vrstu.

## Priznanja

### Individualna
- 2020. – Američki nogometaš godine
- 2021. – Najbolji nogometaš CONCACAF Lige nacija

### Klupska
Juventus
- Talijanski kup (1) : 2020./21.
- Talijanski Superkup (1) : 2020.

### Reprezentativna
- CONCACAF Liga nacija: 2019./20. – zlatna medalja
- CONCACAF Gold Cup 2019. – srebrna medalja

## Vanjske poveznice
- Weston McKennie na transfermarkt.com (engl.)
- Weston McKennie na soccerway.com (engl.)
- Weston McKennie na službenoj stranici Dallasa (engl.)